# Zozułynci
Zozułynci (ukr. Зозулинці) – wieś na Ukrainie, w obwodzie winnickim, w rejonie chmielnickim, w hromadzie Ułanów. W 2001 liczyła 471 mieszkańców.